# Atwick
Atwick – wieś w Anglii, w hrabstwie East Riding of Yorkshire. Leży 24 km na północny wschód od miasta Hull i 271 km na północ od Londynu. W 2001 miejscowość liczyła 318 mieszkańców.